# Canton de Sceaux
Le canton de Sceaux est une ancienne division administrative française située dans le département des Hauts-de-Seine et la région Île-de-France.

## Histoire
La canton de Sceaux est créé en 1800, au sein de l'arrondissement de Sceaux et du département de la Seine. L'arrêté du 25 fructidor an IX (12 septembre 1801) fixe les communes qui y sont rattachées : Antony, Bagneux, Bourg-la-Reine, Châtenay-Malabry, Châtillon, Clamart, Fontenay-aux-Roses, Issy-les-Moulineaux, Montrouge, Le Plessis-Robinson (alors dénommé Plessis-Piquet), Sceaux, Vanves et Vaugirard.
Par la loi du 16 juin 1859, les limites de Paris sont étendues. Les communes de Vaugirard et Grenelle (créée en 1830) ainsi qu'une partie de Montrouge sont intégrées dans la capitale.
Par la loi du 13 avril 1893, de nouveaux cantons sont formés. Le canton est amputé de sa partie nord-ouest, avec la création du canton de Vanves (Châtillon, Issy-les-Moulineaux, Malakoff (créée en 1883) et Vanves).
Conseillers généraux des anciens cantons de Sceaux :

### Canton de Sceaux
| Période      | Période                   | Identité                                   | Étiquette   | Qualité |
| ------------ | ------------------------- | ------------------------------------------ | ----------- | --- |
| 1860         | 1871                      | Napoléon Mortier, Duc de Trévise           |             | Propriétaire Faubourg Saint-Honoré et à Sceaux Pair de France (1845-1848), Sénateur (1853-1869) Conseiller nommé par l'Empereur Napoléon III |
| 1871         | 1878                      | Jules Hunebelle (1818-1900)                |             | Industriel, propriétaire rue de l'Université à Paris Juge au Tribunal de la Seine Maire de Clamart (1856-1900)                               |
| janvier 1878 | octobre 1878 (annulation) | Louis Gagnière (1831-?)                    |             | Propriétaire au Moulin Fidèle (commune du Plessis-Piquet)                                                                                    |
| 1878         | 1884                      | Joseph-Antoine Ruben de Couder (1843-1928) | Républicain | Docteur en droit, juge au tribunal de Melun puis Président du Tribunal d'Auxerre, propriétaire rue Dajot à Melun, puis à Clamart             |
| 1884         | 1886 (décès)              | Léopold-Marie Auguste (1835-?)             | Républicain | Propriétaire à Sceaux |
| 1887         | 1893                      | Louis Jallon                               | Radical     | Maire de Bourg-la-Reine (1878-1894) |
| 1893         | 1896                      | Edmond Champeaud                           | Républicain | Entrepreneur en charpentes Maire de Montrouge (1888-1908)                                                                                    |
| 1896         | ....                      | Victor Carmignac                           | Radical     | Propriétaire et manufacturier à Montrouge |

1re circonscription (Bagneux, Montrouge) :
| Période | Période | Identité                | Étiquette                | Qualité |
| ------- | ------- | ----------------------- | ------------------------ | --- |
| 1925    | 1940    | Émile Cresp (1877-1950) | SFIO puis PSdF puis SFIO | Contrôleur technique des services de l'assainissement, ancien chef égoutier Maire de Montrouge (1928-1941) |

2e circonscription (Antony, Bourg-la-Reine, Châtenay-Malabry, Fontenay-aux-Roses, Le Plessis-Robinson) :
| Période                 | Période                                 | Identité                       | Étiquette | Qualité                                                                                     |
| ----------------------- | --------------------------------------- | ------------------------------ | --------- | ------------------------------------------------------------------------------------------- |
| 1919                    | 1929                                    | Auguste Mounié                 | Rad.      | Pharmacien Maire d'Antony (1912-1940) Sénateur (1927-1940)                                  |
| 1929                    | 1938 (décès)                            | Jean Longuet                   | SFIO      | Avocat et journaliste Maire de Châtenay-Malabry (1925-1938) Député (1914-1919 et 1932-1936) |
| 1938                    | 1940 maintenu jusqu'en 1941 (démission) | Édouard Depreux                | SFIO      | Avocat                                                                                      |
| 1941 (nommé par décret) | 1944 (démission)                        | Paul Armand Soulié (1897-1975) |           | Employé de banque Ancien conseiller départemental de Montreuil (1941-1944)                  |
| 1944 (nommé par décret) | 1944                                    | André Deillon (1896-1997)      |           | Représentant Maire de Sceaux (1936-1944)                                                    |

## Représentation
| Période | Période | Identité                  | Étiquette                                     | Qualité |
| ------- | ------- | ------------------------- | --------------------------------------------- | --- |
| 1967    | 1979    | Erwin Guldner (1911-1997) | Centriste puis CD puis UDF-CDS                | Conseiller d'Etat Maire de Sceaux (1959-1983) |
| 1979    | 1985    | Jean Vons (1927-2000)     | PS                                            | Maire de Châtenay-Malabry (1976-1992) Elu en 1985 dans le Canton de Châtenay-Malabry                                                                          |
| 1985    | 1998    | Pierre Ringenbach         | UDF-CDS                                       | Cadre supérieur Maire de Sceaux (1983-2001) Député-suppléant de Patrick Devedjian (1988-2002)                                                                 |
| 1998    | 2011    | Philippe Laurent          | UDF-FD                                        | Expert en gestion publique , professeur Maire de Sceaux depuis 2001 Vice-président du Conseil général (2003-2007) Conseiller régional d'Île-de-France (2015-) |
| 2011    | 2015    | Jean-Jacques Campan       | SE (Candidat associatif "La Voix des Scéens") | Conseiller municipal de Sceaux |

## Composition
Le canton de Sceaux recouvrait la commune de Sceaux, ainsi que le nord de la commune de Châtenay-Malabry. Le sud de Châtenay-Malabry était inclus dans le canton de Châtenay-Malabry.
| Communes                          | Population (2012) | Code postal | Code Insee |
| --------------------------------- | ----------------- | ----------- | ---------- |
| Châtenay-Malabry, commune entière | 31 854            | 92 290      | 92 019     |
| Sceaux                            | 19 625            | 92 330      | 92 071     |

## Démographie
| 1962 | 1968 | 1975 | 1982 | 1990   | 1999   | 2006   | 2011   | 2012   |
| ---- | ---- | ---- | ---- | ------ | ------ | ------ | ------ | ------ |
| -    | -    | -    | -    | 21 112 | 23 832 | 22 575 | 22 927 | 22 924 |

## Galerie

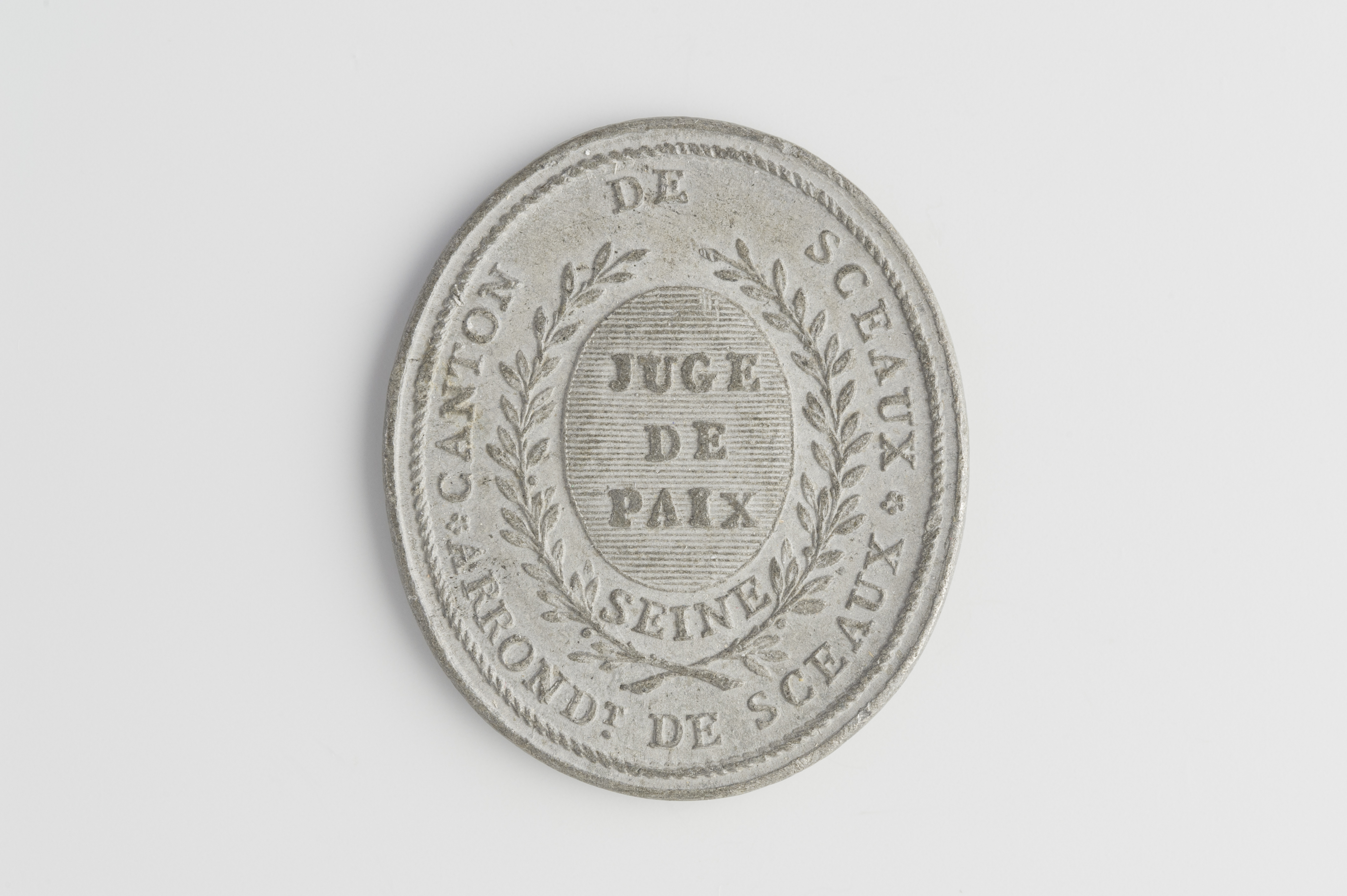
Sceau : juge de paix ; canton de Sceaux
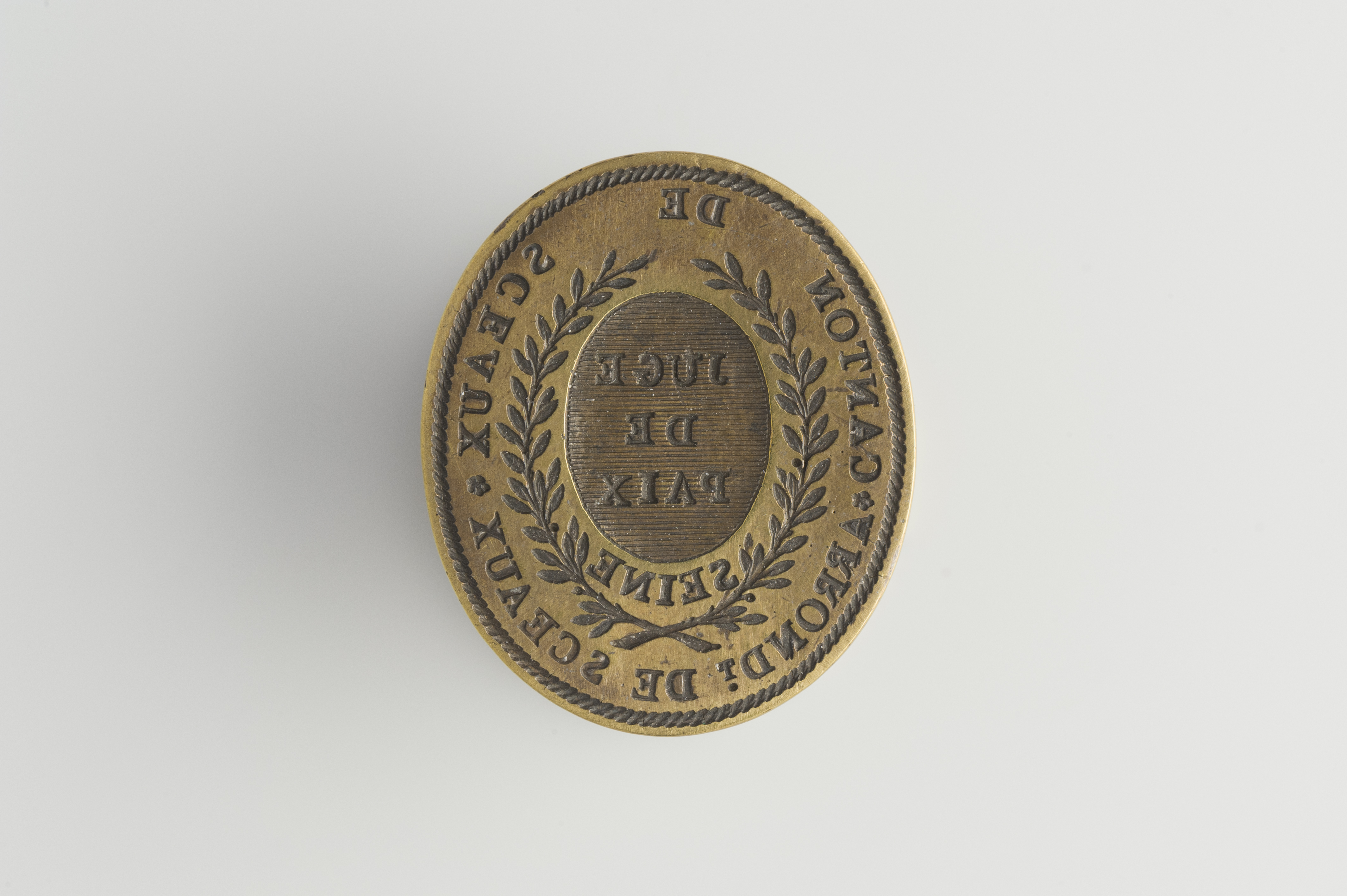
Sceau : juge de paix ; canton de Sceaux

## Pour approfondir